# Ludwig von Rößler (Ingenieur)

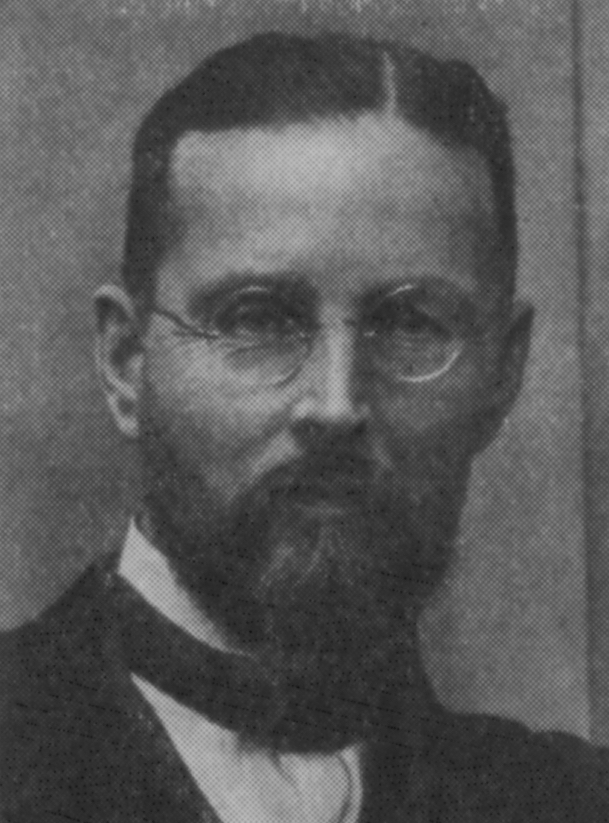
Ludwig von Rößler, um 1931

Ludwig Friedrich Carl von Rößler (* 1. April 1877 in Limburg an der Lahn; † 1965) war ein deutscher Ingenieur und Hochschullehrer. 

## Leben
Von Rößler war von 1899 bis 1900 Konstrukteur bei der Hannoverschen Maschinenbau-AG, anschließend war er in der Maschinenfabrik von F. Siegel in Schönebeck a.E. tätig. Von 1901 bis 1904 wirkte er als Assistent für mechanische Technologie an der TH Hannover, wo er 1902 Dozent für spezielle Technologie wurde und für das technologische Praktikum und Maschinenzeichnen zuständig war. 1903 legte er seinen Abschluss als Diplom-Ingenieur ab. 1904 wurde von Rößler ordentlicher Professor an der TH Darmstadt.

## Schriften
- Über mikroskopische Metalluntersuchung ‚Metallographie‘, ihre Bedeutung und Entwickelung: Rede zur Feier der Wiederkehr des Geburtstages Seiner Königlichen Hoheit des Großherzogs Ernst Ludwig von Hessen und bei Rhein am 25. November 1904 in der Aula der Grossherzoglichen Technischen Hochschule zu Darmstadt. Otto, Darmstadt 1905.
- zusammen mit A. Steuer: Handbuch der Ingenieurwissenschaften, Bd. 4,4: Vorkommen, Beschaffenheit und Gewinnung von Bausteinen, Werkzeuge und Maschinen zur Bearbeitung von Bausteinen, Maschinen für Mörtel- und Betonbereitung. 2. neu bearbeitete und vermehrte Auflage. Engelmann, Leipzig 1911.